# Музаев, Алик Яковлевич
Алик Якович Музаев (укр. Алік Якович Музаєв; 20 июля 1978, Киев, Украинская ССР, СССР) — украинский борец вольного стиля, призёр чемпионата Европы и Кубка мира, участник Олимпийских игр.

## Спортивная карьера
Вольной борьбой начал заниматься с 1994 года. Выступал за киевский СКА под руководством тренера Борис Савлохов. В июле 1996 года в болгарской Софии завоевал серебряную медаль чемпионата Европы среди юниоров. В августе того же года в Москве стал серебряным призером чемпионата мира среди юниоров. В августе 1997 года на мировом юниорском первенстве в Хельсинки вновь стал серебряным призёром. В июне 1998 года на чемпионате Европы в Македонии и на чемпионате мира среди юниоров в США становился бронзовым призёром. В 1999 году дебютировал в составе сборной Украины на чемпионате Европы в Минске, и завоевал серебряную медаль, уступив в финале россиянину Адаму Сайтиеву, что стало его высшим достижением в спортивной карьере. В июле 2000 года, уступив в финале Эльдара Асанова, стал серебряным призёром чемпионата Украины во Львове. В сентябре 2000 года на Олимпиаде в Сиднее в групповом раунде сначала уступил Мун Ый Джэ из Южной Кореи, затем одолел Марцина Юрецкого из Польши и Рейна Озолина из Австралии, заняв итоговое 6 место на турнире. 

## Спортивные результаты
- Чемпионат Европы по борьбе среди юниоров 1996 — ;
- Чемпионат мира по борьбе среди юниоров 1996 — ;
- Чемпионат Европы по борьбе среди юниоров 1997 — 8;
- Чемпионат мира по борьбе среди юниоров 1997 — ;
- Чемпионат Европы по борьбе среди юниоров 1998 — ;
- Чемпионат мира по борьбе среди юниоров 1998 — ;
- Чемпионат Европы по борьбе 1999 — ;
- Всемирные военные игры 1999 — 4;
- Чемпионат мира по борьбе 1999 — 8;
- Кубок мира по борьбе 2000 — 4;
- Чемпионат Украины по вольной борьбе 2000 — ;
- Олимпийские игры 2000 — 6;
- Чемпионат Европы по борьбе 2001 — 13;
- Чемпионат мира по борьбе среди военнослужащих 2001 — ;
- Кубок мира по борьбе 2003 — 6;
- Чемпионат мира по борьбе 2003 — 21;
- Чемпионат Европы по борьбе 2004 — 4;
- Кубок мира по борьбе 2005 — 4;
- Кубок мира по борьбе 2007 — ;
- Чемпионат Европы по борьбе 2007 — 10;